# Persone di nome Oliver/Calciatori
| Questa pagina contiene informazioni ricavate automaticamente dalle voci biografiche con l'ausilio del template Bio e di un bot. L'aggiornamento è periodico e automatico e ricostruisce completamente la pagina. Se manca una persona in questa lista, sei pregato di non aggiungerla, ma accertati piuttosto che la sua voce biografica contenga il template Bio e che i dati anagrafici siano correttamente compilati. Se il template Bio manca, inseriscilo tu stesso o, in alternativa, metti l'avviso {{tmp\|Bio}} che ne segnala la mancanza. Se i dati riportati sono sbagliati, correggi direttamente la voce biografica; le modifiche saranno visibili in questa lista entro pochi giorni. Per chiarimenti vedi il progetto antroponimi. La lista contiene solo le 74 persone che sono citate nell'enciclopedia e per le quali è stato implementato correttamente il template Bio. Pagina aggiornata al 23 mag 2025. |

Questa è una lista di persone presenti nell'enciclopedia che hanno il nome Oliver e sono calciatori.

## A(5)
- Oliver Abildgaard, calciatore danese (Aalborg, n. 1996)
- Oliver Acquah, ex calciatore ghanese (Accra, n. 1946)
- Oliver Alfonsi, calciatore svedese (n. 2003)
- Oliver Antman, calciatore finlandese (Vantaa, n. 2001)
- Oliver Arblaster, calciatore inglese (Sheffield, n. 2004)

## B(9)
- Oliver Batista Meier, calciatore tedesco (Kaiserslautern, n. 2001)
- Oliver Baumann, calciatore tedesco (Breisach am Rhein, n. 1990)
- Oliver Paz Benítez, calciatore argentino (Puerto Iguazú, n. 1991)
- Oliver Berg, calciatore norvegese (Gjøvik, n. 1993)
- Oliver Bias, calciatore tedesco (Johanngeorgenstadt, n. 2001)
- Oliver Bozanic, calciatore australiano (Sydney, n. 1989)
- Oliver Buff, calciatore svizzero (Baden, n. 1992)
- Oliver Bundgaard, calciatore danese (n. 2001)
- Oliver Burke, calciatore scozzese (Kirkcaldy, n. 1997)

## C(2)
- Oliver Christensen, calciatore danese (Kerteminde, n. 1999)
- Oliver Cooper, calciatore inglese (Derby, n. 1999)

## F(4)
- Oliver Feldballe, ex calciatore danese (Odense, n. 1990)
- Oliver Filip, calciatore austriaco (Leoben, n. 1998)
- Oliver Fink, ex calciatore tedesco (Hirschau, n. 1982)
- Oliver Freund, ex calciatore tedesco (Friburgo in Brisgovia, n. 1970)

## G(1)
- Oliver Gerbig, calciatore hongkonghese (Hong Kong, n. 1998)

## H(3)
- Oliver Hein, ex calciatore tedesco (Straubing, n. 1990)
- Oliver Held, ex calciatore tedesco (Kiel, n. 1972)
- Oliver Hüsing, ex calciatore tedesco (Bühren, n. 1993)

## I(1)
- Oliviero Icardi, calciatore uruguaiano (Canelones, n. 1912)

## J(3)
- Oliver Janso, calciatore slovacco (Myjava, n. 1993)
- Oliver Johansen Braude, calciatore norvegese (n. 2004)
- Oliver Jürgens, calciatore estone (Tallinn, n. 2003)

## K(6)
- Oliver Kass Kawo, calciatore svedese (Barkarby, n. 2001)
- Oliver Kirch, ex calciatore tedesco (Soest, n. 1982)
- Oliver Konsa, ex calciatore estone (Tartu, n. 1985)
- Oliver Kovačević, ex calciatore serbo (Spalato, n. 1974)
- Oliver Kragl, calciatore tedesco (Wolfsburg, n. 1990)
- Oliver Kreuzer, ex calciatore tedesco (Mannheim, n. 1965)

## L(5)
- Oliver Larraz, calciatore statunitense (Denver, n. 2001)
- Olly Lee, ex calciatore inglese (Hornchurch, n. 1991)
- George Ley, ex calciatore inglese (Exminster, n. 1946)
- Oliver Lund, ex calciatore danese (n. 1990)
- Oliver Luterán, calciatore slovacco (Kendice, n. 2001)

## M(4)
- Oliver Makor, ex calciatore liberiano (Monrovia, n. 1973)
- Oliver Maric, ex calciatore croato (Zara, n. 1981)
- Oliver McBurnie, calciatore inglese (Leeds, n. 1996)
- Oliver Minatel, ex calciatore brasiliano (Campinas, n. 1992)

## N(3)
- Oliver Dovin, calciatore svedese (Londra, n. 2002)
- Oliver Norburn, calciatore grenadino (Bolton, n. 1992)
- Oliver Norwood, calciatore nordirlandese (Burnley, n. 1991)

## O(2)
- Oliver Olsen, calciatore danese (Ribe, n. 2000)
- Oliver Sigurjónsson, calciatore islandese (n. 1995)

## P(6)
- Oliver Peev, calciatore macedone (Skopje, n. 1987)
- Oliver Petersen, calciatore norvegese (n. 2001)
- Oliver Petrak, calciatore croato (Zagabria, n. 1991)
- Oliver Podhorín, calciatore slovacco (Michalovce, n. 1992)
- Oliver Provstgaard, calciatore danese (Vejle, n. 2003)
- Oliver Práznovský, calciatore slovacco (Bratislava, n. 1991)

## R(2)
- Oliver Risser, ex calciatore namibiano (Windhoek, n. 1980)
- Oliver Ross, calciatore danese (Aalborg, n. 2004)

## S(10)
- Oliver Sail, calciatore neozelandese (Auckland, n. 1996)
- Oliver Scarles, calciatore inglese (Bromley, n. 2005)
- Oli Shaw, calciatore scozzese (Edimburgo, n. 1998)
- Oliver Silverholt, calciatore svedese (n. 1994)
- Oliver Skipp, calciatore inglese (Welwyn Garden City, n. 2000)
- Oliver Sonne, calciatore danese (Herfølge, n. 2000)
- Oliver Sørensen, calciatore danese (Nørre Aaby, n. 2002)
- Oliver Stanisic, calciatore svedese (n. 1994)
- Oliver Straube, ex calciatore tedesco (Schwaikheim, n. 1971)
- Oliver Strunz, calciatore austriaco (n. 2000)

## T(2)
- Oliver Toledo, ex calciatore cileno (Santiago del Cile, n. 1987)
- Oliver Turton, calciatore inglese (Manchester, n. 1992)

## V(3)
- Oliver Edvardsen, calciatore norvegese (Bærum, n. 1999)
- Howard Vaughton, calciatore inglese (Aston, n. 1861 - † 1937)
- Oliver Villadsen, calciatore danese (Allerød, n. 2001)

## W(1)
- Ollie Watkins, calciatore inglese (Newton Abbot, n. 1995)

## Z(1)
- Oliver Zelenika, calciatore croato (Zagabria, n. 1993)

## Š(1)
- Oliver Šarkić, calciatore montenegrino (Grimsby, n. 1997)